# آرون کریکستین
 آرون کریکستین (انگلیسی: Aaron Krickstein؛ زاده ۲ اوت ۱۹۶۷) یک تنیس‌باز اهل ایالات متحده آمریکا است.